# Zelotes remyi
Zelotes remyi är en spindelart som beskrevs av Denis 1954. Zelotes remyi ingår i släktet Zelotes och familjen plattbuksspindlar.
Artens utbredningsområde är Algeriet. Inga underarter finns listade i Catalogue of Life.